# Yarrow Point (Washington)
Yarrow Point je градић u američkoj saveznoj državi Washington. Prema popisu stanovništva iz 2010. u njemu je živjelo 1.001 stanovnika.